# Plumploris
Die Plumploris (Nycticebus) sind eine Primatengattung aus der Familie der Loris (Lorisidae). Es sind nachtaktive, baumbewohnende Tiere, die in Südostasien leben. Je nach Systematik werden drei bis neun Arten unterschieden.

## Merkmale
Plumploris sind deutlich stämmiger gebaut als die nahe verwandten Schlankloris. Sie erreichen eine Kopf-Rumpf-Länge von 18 bis 38 Zentimetern, ein Schwanz ist nicht vorhanden. Das Gewicht beträgt je nach Art 0,3 bis 2 Kilogramm, der Zwerglori ist deutlich kleiner als die übrigen Arten. Die Gliedmaßen sind kräftig, die Daumen und ersten Zehen sind opponierbar, die zweiten Finger der Hände sind zurückgebildet. Diese Modifikationen der Hände ermöglichen einen kräftigen, kaum zu lösenden Griff um die Äste. Mit Ausnahme der zweiten Zehen, die die für Feuchtnasenaffen typischen Putzkrallen tragen, weisen die Finger und Zehen Nägel auf.
Die Anzahl der Brust- und Sakralwirbel ist erhöht, wodurch sich die Tiere sehr beweglich um die Äste winden können. Das Fell ist kurz und dicht, seine Färbung variiert von weißgrau bis zu rotbraun, die Unterseite ist etwas heller. Die Augen sind groß, rund und nach vorne gerichtet, die Ohren sind klein, rundlich und fast im Fell verborgen.
Plumploris zählen zu den wenigen giftigen Säugetieren. Eine Drüse am Arm produziert ein Sekret, das in Verbindung mit Speichel seine Giftigkeit entfaltet. Indem sie sich abschlecken, vertreiben Plumploris durch das Gift etliche potentielle Fressfeinde; es kann aber auch mit Bissen übertragen werden.

## Verbreitung und Lebensraum
Plumploris sind in Südostasien beheimatet, ihr Verbreitungsgebiet erstreckt sich vom östlichen Indien und dem südlichen China über die Malaiische Halbinsel bis nach Borneo und Java. Ihr Lebensraum sind Regenwälder und andere Waldformen; in den Bäumen halten sie sich meist in der Kronenregion auf.

## Lebensweise und Ernährung
Wie alle Loris sind Plumploris nachtaktive Baumbewohner. Tagsüber schlafen sie auf Ästen oder im dichten Pflanzenwuchs zusammengerollt, in der Nacht begeben sie sich auf Nahrungssuche. Ihre Bewegungen sind langsam und bedächtig, sie geben auch relativ wenig Laute von sich.
Über ihr Sozialverhalten ist wenig bekannt. Die Männchen sind territorial und verteidigen ihr Revier gegenüber anderen Männchen, sie leben entweder einzelgängerisch oder in kleinen Familiengruppen. Sie urinieren auf ihre Hände und hinterlassen bei ihren Streifzügen so eine Duftspur, die Artgenossen auf ihre Anwesenheit aufmerksam macht.
Plumploris sind Allesfresser, die hauptsächlich Früchte und Insekten und manchmal auch Baumsäfte zu sich nehmen. Weitere Bestandteile ihrer Ernährung sind kleine Wirbeltiere, Eier und diverse Pflanzenteile. Bei der Jagd schleichen sie sich mit ihren bedächtigen Bewegungen an die Beute heran, um sie dann blitzartig einzufangen.

## Fortpflanzung
Nach rund 190-tägiger Tragzeit bringt das Weibchen ein einzelnes Jungtier (selten Zwillinge) zur Welt. Das Neugeborene klammert sich zunächst an den Bauch der Mutter. Später lässt sie es während der Nahrungssuche im Geäst zurück. Dabei schleckt sie es ab, um es so mit ihrem Gift zu schützen. Nach etwa fünf bis sieben Monaten ist es entwöhnt und wird mit eineinhalb bis zwei Jahren geschlechtsreif. In menschlicher Obhut können diese Tiere über 25 Jahre alt werden.

## Systematik
Wilson und Reeder unterscheiden 2005 drei Arten der Plumploris, im Primatenband des Handbook of the Mammals of the World werden fünf Arten unterschieden. 2013 wurden eine weitere von Borneo beschrieben und zwei alte Arten revalidiert. Plumploris aus dem Norden Sumatras werden nun als eigenständige Art angesehen.
- Der Bengalische Plumplori (Nycticebus bengalensis) ist vom nordöstlichen Indien bis ins südliche Thailand verbreitet.
- Der Sunda-Plumplori (Nycticebus coucang) lebt auf der Malaiischen Halbinsel und auf Sumatra.
- Der Hiller-Plumplori (Nycticebus hilleri) lebt im Norden von Sumatra.[2]
- Der Java-Plumplori (Nycticebus javanicus) kommt auf Java vor.[3]

Auf Borneo kommen vier Plumploriarten vor:
- Der Bangka-Plumplori (Nycticebus bancanus) aus dem südwestlichen Borneo und von Bangka,
- der Borneo-Plumplori (Nycticebus borneanus) aus dem zentralen Süden Borneos,
- der Kayan-Plumplori (Nycticebus kayan) aus den zentralen, nördlichen Borneo
- und der Philippinen-Plumplori (Nycticebus menagensis), der an der Nord- und Ostküste Borneos (Kalimantan Timur, Sabah, Brunei) und auf einigen südlichen Inseln der Philippinen vorkommt.[4]

Der kleine, in Indochina vorkommende Zwerglori (Xanthonycticebus pygmaeus) gehörte ebenfalls zur Gattung Nycticebus, wurde im März 2022 aber in eine eigenständige, monotypische Gattung gestellt, da er sich durch verschiedene morphologische, verhaltensbiologische, karyotypische und genetische Merkmale von den Plumploris unterscheidet.

## Plumploris und Menschen

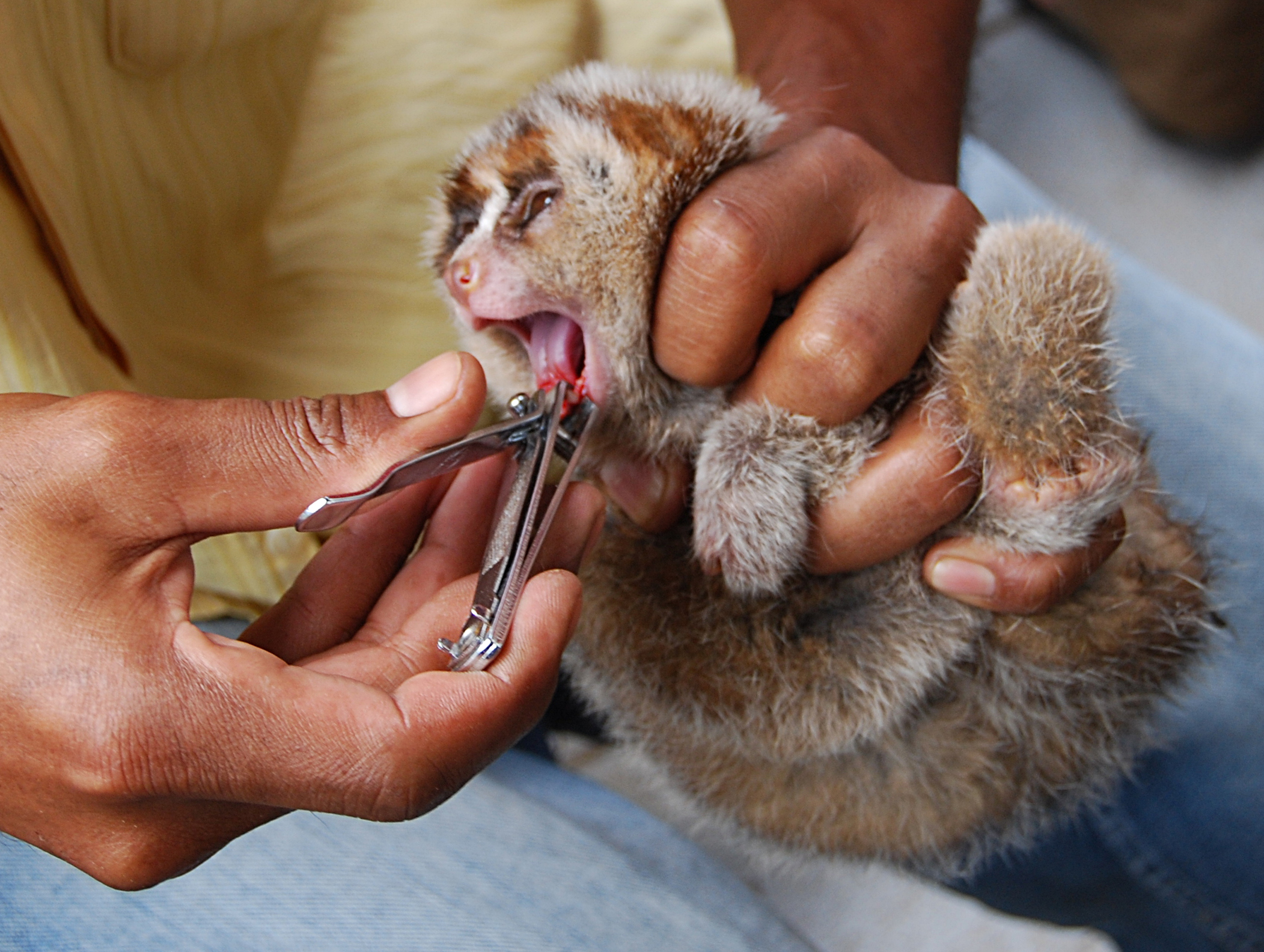
Die Eckzähne werden vor dem Verkauf zur Heimtierhaltung gekürzt. Das führt oft zu schweren Entzündungen oder sogar zum Tod.

Menschen in Südostasien verbinden eine Reihe von abergläubischen Vorstellungen mit den Plumploris: Wenn das Fell auf eine Wunde gelegt wird, heile diese schneller, und ein Schiff, das so ein Tier an Bord hat, gerate in keine Flaute. Die Bejagung stellt eine der Hauptbedrohungen dar, hinzu kommt die Zerstörung ihres Lebensraums. Ein großer Teil der Tiere wird lebend gefangen, um sie als Heimtiere zu verkaufen. Die Haltung als Heimtiere erfolgt vor allem in Japan, China und den Ländern, in denen die Tiere auch natürlich vorkommen. Plumploris gelten als besonders niedlich und zutraulich, da sie sich ohne Gegenwehr hochheben lassen. Stilles Verharren ist jedoch Teil der Abwehrstrategie der Tiere. Auch das Fangen der Primaten ist durch dieses Verhalten für den Menschen sehr einfach. Aus diesem Grund und wegen ihres niedlichen Aussehens hat sich von Südostasien ausbreitend ein Geschäft mit den Plumploris entwickelt: In den Touristenhochburgen in Asien, aber zunehmend auch bereits in der Türkei, werden Fotos mit Plumploris als Souvenir angeboten. Nach dem Fangen werden den Tieren meist ihre Eckzähne mit Nagelkneifern oder anderem Werkzeug abgeknipst oder gezogen, was oft zu schweren Entzündungen oder sogar zum Tod führt. Die Tiere werden für die Fotos verstümmelt, mit Gewalt gefügig gemacht und mit Medikamenten ruhiggestellt. Indem die Touristen die Fotos in den sozialen Netzwerken posten und ihre Freunde und Bekannten die vermeintlich niedlichen Bilder liken und teilen, heizen sie das Geschäft weiter an und tragen so unwissentlich zur Ausrottung der Plumploris bei. Mit einer breit angelegten Kampagne informiert der Europäische Tier- und Naturschutz e. V. über diesen Zusammenhang zwischen Foto-Tourismus, Social Media und Artensterben.
Plumploris sind auf den Märkten Süd-Ost-Asiens die am meisten gefundene bedrohte Tierart. Die in den sozialen Netzwerken kursierenden Fotos und Videos haben die Nachfrage nach Plumploris als Haustiere angekurbelt. Ein weiterer lukrativer Geschäftszweig bildet der vermeintliche Freikauf der Tiere. Nachdem tierliebe Touristen die Tiere freigekauft haben, werden diese wieder eingefangen und erneut zum Kauf angeboten.
Bisher ist das natürliche Fressverhalten der nachtaktiven Tiere kaum erforscht, daher sterben viele Plumploris in Gefangenschaft durch Fehlernährung. Um insbesondere konfiszierten Plumploris zu bestmöglichem Leben zu verhelfen, unterstützt der Europäische Tier- und Naturschutz e. V. ein an der Oxford Brookes University angesiedeltes und vom Little Fireface Project initiiertes Forschungsprojekt. Dieses trägt dazu bei, die kranken und oft traumatisierten Plumploris in Auffangstationen bestmöglich zu halten sowie sie auf ein – soweit noch möglich – Leben in freier Wildbahn vorzubereiten. Dazu wird untersucht, welche Maßnahmen sich in Menschenobhut am besten eignen, um das natürliche Verhalten der Tiere zu fördern – so werden Verhaltensstörungen vermieden und die Tiere können im Falle einer späteren Auswilderung auch in ihrer natürlichen Umgebung überleben. Zudem werden die Forschungsergebnisse dazu genutzt, Empfehlungen zur Haltung der Loris – sowie auch weiterer Affenarten mit ähnlichem Futter- und Verhaltensspektrum – für die Auffangstationen zu verfassen. So können konfiszierte Tiere weltweit möglichst effektiv gepflegt und im Idealfall auf eine Wiederauswilderung vorbereitet werden.
Weitere Organisationen, die sich für die Verbesserung der Situation der Plumploris in Gefangenschaft und in freier Wildbahn einsetzen, sind zum Beispiel die International Animal Rescue aus Großbritannien und den USA, die Wildlife Friends Foundation Thailand (WFFT) in Phetchaburi, Thailand oder das Endangered Primate Rescue Center (EPRC) im Nationalpark Cúc Phương in Vietnam. Einen Überblick gibt die Webseite loris-conservation.org.
Die IUCN listet alle Arten als „gefährdet“ (vulnerable) oder „stark gefährdet“ (endangered). Plumploris sind seit 2007 in Anhang I des Washingtoner Artenschutzabkommens gelistet, womit der Handel verboten ist.

## Verweise
- Website Conservation of lorises and pottos (loris-conservation.org)